# Lombardei-Rundfahrt 1964
Die Lombardei-Rundfahrt 1964 war die 58. Austragung des italienischen Eintagesrennens Lombardei-Rundfahrt. Sieger wurde Gianni Motta.

## Rennverlauf
163 Radrennfahrer waren am Start in Mailand. Bereits nach 7 Kilometern bildete sich eine erste Spitzengruppe um Rik Van Looy und Ercole Baldini, in der auch der spätere Sieger vertreten war. Diese Gruppe von 15 Fahrern bestimmte das gesamte Rennen. Am vorletzten Berg setzten sich Tom Simpson und Gianni Motta ab. Während Simpson das Tempo nicht halten konnte, erreichte Motta das Ziel als Solist. 50 Fahrer erreichten das Ziel in Como. Von den Mitfavoriten wurde Vittorio Adorni 13.

## Ergebnis
| Rang | Fahrer           | Team                          | Zeit           |
| ---- | ---------------- | ----------------------------- | -------------- |
| 1.   | Gianni Motta     | Molteni                       | 6:54:00 h      |
| 2.   | Carmine Preziosi | Pelforth-Sauvage-Lejeune      | + 2:06 Minuten |
| 3.   | Jos Hoevenaers   | Flandria-Romeo                | gl. Zeit       |
| 4.   | Adriano Durante  | Legnano                       | gl. Zeit       |
| 5.   | Italo Zilioli    | Carpano                       | + 2:38 Minuten |
| 6.   | Michele Dancelli | Molteni                       | + 5:35 Minuten |
| 7.   | Jan Janssen      | Pelforth-Sauvage-Lejeune      | + 6:28 Minuten |
| 8.   | Gianni Marcarini | Mercier-Hutchinson-BP         | gl. Zeit       |
| 9.   | Jo de Roo        | St. Raphaël-Gitane-Campagnolo | gl. Zeit       |
| 10.  | Franco Cribiori  | Gazzola                       | gl. Zeit       |